# Édouard Karemera
Édouard Karemera, né le 1er septembre 1951 à Mwendo au Rwanda et mort le 31 août 2020 à Dakar au Sénégal, est un homme politique rwandais. Il est ministre des Relations institutionnelles de 1987 à 1994 et ministre de l'Intérieur en 1994 au sein du gouvernement Kambanda, qui fut responsable du génocide des Tutsis au Rwanda.

## Biographie

### Origines et études
D'origine hutu, Édouard Karemera naît en 1951 dans la commune de Mabanza, préfecture de Kibuye. Il effectue des études de droit et devient avocat.

### Carrière politique
Il a été ministre des Relations institutionnelles en mai 1987, au sein du gouvernement de Juvénal Habyarimana. Après l'assassinat de ce dernier le soir du 6 avril 1994, il occupe le poste de ministre de l'Intérieur du gouvernement intérimaire de Jean Kambanda du 25 mai 1994 jusqu'à la mi-juillet de la même année. Il est également vice-président du MRND depuis le mois de juillet 1993.

### Implication dans le génocide
En tant que ministre de l'Intérieur dans le gouvernement Kambanda, « il avait le devoir d’assurer la sécurité des personnes et des biens sur l’ensemble du territoire rwandais. Il exerçait une autorité de jure et un contrôle de facto sur les préfets, les sous-préfets et les bourgmestres et il était l’autorité hiérarchique directe des agents de l’administration territoriale sur toute l’étendue du Rwanda ». En tant que vice-président du MRND, « il exerçait un contrôle effectif sur les membres des ailes jeunesse de son parti, les Interahamwe. Dans le gouvernement d'urgence dit Abatabazi, il exerçait aussi une autorité sur les fonctionnaires du gouvernement dans les préfectures et les communes contrôlées par le MRND, ainsi qu’un contrôle effectif sur les leaders régionaux et nationaux du «programme de défense civile» ».
Édouard Karemera fuit le Rwanda après la conquête du pays par le Front patriotique rwandais, et est arrêté le 5 juin 1998 à Lomé, au Togo, où il s'était réfugié. Il est transféré au quartier pénitentiaire des Nations unies à Arusha, en Tanzanie, où se trouve le siège du Tribunal pénal international pour le Rwanda. Il doit être jugé conjointement avec trois autres personnalités (Mathieu Ngirumpatse, Joseph Nzirorera et André Rwamakuba, dans le cadre du procès "Karemera et al". Ouvert le 27 novembre 2003, le procès est reporté sine die le 14 mai 2004, après la récusation de la juge sénégalaise Andrésia Vaz. La Chambre d'Appel ayant ordonné la reprise du procès "de novo", le cas d'André Rwamakumba fait l'objet d'une disjonction. Le procès "Karemera & Al" a finalement repris le 19 septembre 2005. Après le décès de Joseph Nzirorera le 30 juin 2010, le procès s'est poursuivi et les débats se sont terminés le 25 août 2011 sur la présentation des réquisitions et des plaidoiries, le jugement étant annoncé pour la fin de l'année 2011.
Selon l'acte d'accusation du procureur du TPIR, Édouard Karemera est accusé d'avoir participé à la mise en place des milices Interahamwe et au recrutement de nouveaux membres, d'avoir organisé des meetings visant à la propagation de l'idéologie Hutu Power, d'avoir incité, encouragé ou aidé les tueries ciblant les Tutsis en mobilisant pour cela les ressources matérielles et logistiques du pays, y compris l'armée. 
Édouard Karemera est accusé de :
- entente en vue de commettre le génocide ;
- incitation directe et publique à commettre le génocide ;
- génocide, ou subsidiairement complicité dans le génocide ;
- viol et extermination constitutifs de crimes contre l'humanité.

Il plaide non coupable. Il est jugé avec Mathieu Ngirumpatse le 21 décembre 2011, et sont tous les deux condamnés à l'emprisonnement à vie. En appel, la peine est confirmée.